# Polona Batagelj
Polona Batagelj, född 7 juni 1989 i Šempeter pri Gorici, är en slovensk tävlingscyklist.
Batagelj tävlade för Slovenien vid olympiska sommarspelen 2012 i London, där hon slutade på 22:a plats i damernas linjelopp. Vid olympiska sommarspelen 2016 i Rio de Janeiro slutade Batagelj på 32:a plats i linjeloppet.